# Rampage: Total Destruction
Rampage: Total Destruction es un videojuego de acción desarrollado por Pipeworks Software y distribuido por Midway Games. Es una secuela del videojuego arcade Rampage producido por Midway Games y la última entrega de la franquicia antes de que la empresa se fusionara con Warner Bros. Interactive Entertainment. El videojuego fue lanzado el 24 de abril de 2006 en Norteamérica para GameCube y PlayStation 2. También fue lanzado el 14 de noviembre de 2006 en Norteamérica para Wii.

## Jugabilidad
Rampage: Total Destruction, al igual que en los juegos anteriores de la serie, hace que los jugadores destruyan el entorno para ganar puntos. Hay otras acciones disponibles además de destruir edificios; se pueden comer personas y los jugadores también pueden lanzar vehículos para causar más daño. Una novedad en la serie es la capacidad de escalar el frente de un edificio para destruirlo. Ocultos en cada ciudad hay fichas que, cuando se comen, desbloqueará nuevos personajes y habilidades especiales. Jugar bien llena el medidor especial de un personaje que se puede usar para utilizar habilidades especiales como el modo Rampage o el poder Rugido.
Total Destruction presenta cuatro modos de juego:
- La primera es una campaña en la que los jugadores trabajan para eliminar progresivamente ciudades de todo el mundo. King of the City y King of the World son modos competitivos en los que compiten hasta cuatro jugadores (o dos en la versión de PlayStation 2).
- En "King of the City", los jugadores se esfuerzan por gobernar una ciudad dominando la mayoría de los distritos.
- "King of the World" es una serie de competiciones de King of the City en varias ciudades.
- El cuarto modo es un modo contrarreloj.

## Trama
Un trabajador de Scumlabs muestra un video sobre un hombre llamado George probando el Scum Soda. Soda S termina causando una mutación a George cuando termina el video. El hombre le dice a su jefe, el Sr. Z, que Scum Soda tuvo una reacción a algunas personas. Cuando el Sr. Z pregunta cuántas personas pasaron por la prueba de sabor y tuvieron una reacción negativa, el hombre dice 30 (40 en Wii). El Sr. Z enojado afirma que si la prensa se entera de esto, Scumlabs se arruinará, pero el hombre le asegura que contuvieron el daño ya que el estimado científico Dr. Vector le dice al Sr. Z que todos los monstruos tienen congelados criogénicamente y almacenados en contenedores de almacenamiento de alta seguridad especialmente diseñados. El Dr. Vector afirma que mientras los sujetos permanezcan en los Cryo-Tubes, no representan una amenaza. También se afirma que los Cryo-Tubes están ocultos y es poco probable que alguien los encuentre alguna vez. El hombre dice que Scum Soda va a ser enorme cuando George en su forma de monstruo sube al edificio y agarra al hombre. El Sr. Z les dice a las otras personas que están con él que tienen un problema.
Después de que los monstruos arrasan el país, el hombre regresa del hospital e informa al Sr. Z que Scum Soda es un éxito ya que a nadie le importa que se transformen en monstruos gigantes. De hecho, implica que las personas realmente quieren convertirse en monstruos. El juego termina cuando el Sr. Z y el hombre se ríen triunfantes mientras George arrasa en la televisión.

## Desarrollo y marketing
Total Destruction cuenta con dos juegos adicionales a los que se puede acceder instantáneamente: el Rampage original y Rampage World Tour. La versión de Nintendo Wii también tiene un clip de la serie de televisión de Cartoon Network The Grim Adventures of Billy & Mandy. Además del clip de Cartoon Network, la versión de Wii presenta otra ciudad (Dallas), diez monstruos más (tres de los cuales habían aparecido en juegos anteriores de Rampage, siendo V.E.R. N, Boris y Ruby) y una quinta actualización (Super Jump).

## Recepción
Las versiones de GameCube y PlayStation 2 recibieron críticas "mixtas", mientras que la versión de Wii recibió críticas "desfavorables", según el sitio web agregador de reseñas Metacritic.
Detroit Free Press le dio a la versión de GameCube una puntuación de tres estrellas sobre cuatro, diciendo: "Sería una mejora permitir que tu monstruo atraviese la franja de Las Vegas y luego se dirija a la Presa Hoover para causar verdaderos estragos. Pero derribar ciudades bloque a bloque tendrá que ser suficiente por ahora". Sin embargo, "The Times" le dio a la versión de PS2 tres estrellas de cinco, diciendo que su "mayor problema" era "la falta de cosas que hacer, además de destrozar edificios y tirar coches". Entertainment Weekly le dio a las versiones de GameCube y PS2 una C+, diciendo que "después de una hora o dos de apretar los botones de Total Destruction, estarás listo para pasar a Q*bert". The Sydney Morning Herald le dio a la versión de PS2 una estrella de cinco, reseñando: "Aquellos con una racha sádica disfrutarán arrojando autos, engullendo víctimas y eructando. Pero los jugadores se cansarán rápidamente del golpeteo repetitivo de botones necesarios para demoler edificios y aplastar a los desafortunados enemigos".
A pesar de la reacción menos que positiva, el juego vendió más de un millón de unidades según Midway y la versión de GameCube obtuvo el estado Player's Choice.